# Gosaugletscher
In der Literatur wird der Begriff Gosaugletscher für die spätglazialen Gletscherstände bis zum Übergang zum Postglazial vor rund 10.000 Jahren verwendet. Charakteristisch ist eine zusammenhängende Vergletscherung des Großen Gosaugletschers mit der Torsteinvergletscherung (Kleiner Gosaugletscher, Nördlicher und Südlicher Torsteingletscher).

## Historische Gletscherstände und Forschung

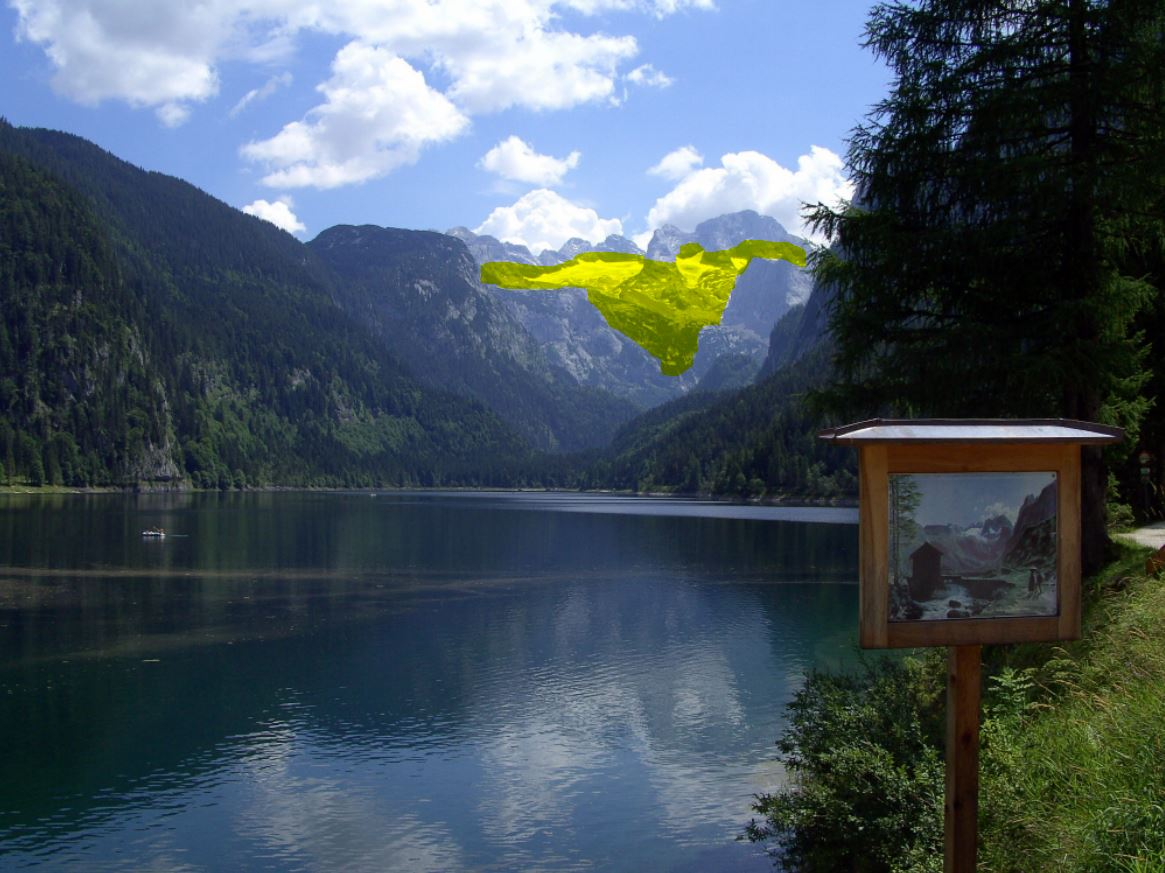
Rekonstruktion der möglichen Ausbreitung des Gosaugletschers zur Zeit des Daunstadiums.

Nach dem Zerfall des inneralpinen Eistromnetzes bildeten sich selbstständige Talgletscher aus, zwischenzeitliche Vorstoßperioden bzw. längere Gletscherhalte können anhand der Ablagerungen äquivalenten Stadien zugeordnet werden. Im Gosautal weisen nach D. van Husen ausgeprägte Seitenmoränen beiderseits der Mündung des Bärnbaches auf einen bereits isolierten, dem Jochwand-Stand (benannt nach 16.000 bis 17.000 Jahre alten Sedimenten unterhalb der Jochwand westlich von Bad Goisern im Trauntal) vergleichbaren Stand des Gosaugletschers hin. Diese Moränen würden zeigen, dass der Gletscher bis zum Eingang der Engtalstrecke gereicht hat.
Mehrfach in der Literatur werden Endmoränen nahe dem Vorderen Gosausee beschrieben, die mit dem Gschnitz-Stadium bzw. dem Goiserer Stand auf der Hallstätter Seite in Verbindung gebracht werden.
Bezüglich der Größe des Gosaugletschers zur Zeit des Daunstadiums vor rund 12.000 Jahren vor heute gibt es unterschiedliche Interpretationen, gut vertretbar ist die Ansicht, dass die damalige Gletscherzunge in der Steilstufe zum Hinteren Gosausee unterhalb verfallenen Grobgesteinhütte zwischen 1400 und 1600 m endete. Als Äquivalent auf der Hallstätter Seite wird der Echernstand gesehen.
Für den Egesenstand vermutet R. Moser die Gletscherzunge in etwa 1700 m Höhe unterhalb der Kreidenbachtiefe. Egesenwälle würden zwischen dem Hohen Riedel und der Adamekhütte parallel unterhalb des Aufstiegsweges zu erkennen sein, auch die Adamekhütte selbst läge auf einer Egesenmöräne. Der Große Gosaugletscher hing noch mit der Torsteinvergletscherung zusammen und soll rund ⅔ des Areals der Daunvergletscherung ausgemacht haben.
Dem raschen Temperaturanstieg vor rund 10.000 Jahren und das Einpendeln der Gletschergrößen auf (früh-)rezente Werte ist die Trennung des Großen Gosaugletschers von der Torsteinvergletscherung geschuldet. Der Begriff "Torsteingletscher" wird auch noch 1885 von Friedrich Simony verwendet. Durch den weiteren Rückzug der Gletscher in die einzelnen Karwannen isolierten sich schließlich aber auch der Kleine Gosaugletscher bzw. der Nördliche und Südliche Torsteingletscher.

## Quelle
- Hochhold, R., 1978: Die Gletscher der Dachsteingruppe. Geogr. Institut der Univ. Innsbruck. Digitalisat: Die Gletscher der Dachsteingruppe